# دي دي ديفيس
دي دي ديفيس (بالإنجليزية: Dee Dee Davis) هي ممثلة أمريكية، ولدت في 17 أبريل 1996 في كولفر سيتي في الولايات المتحدة.

## أعمال

### مسلسلات
- عرض بيرني ماك

## وصلات خارجية
- دي دي ديفيس على موقع IMDb (الإنجليزية)
- دي دي ديفيس على موقع قاعدة بيانات الفيلم (الإنجليزية)